# 화이트 타이 프로그램
화이트 타이 프로그램은 2004년 9월 23일 대한민국 여성부에서 시행한 정책으로, 9월 23일 실시된 ‘성매매특별법’에 따라 성매매 여성이 성매매를 그만두고 자활센터에서 교육을 받을 경우, 1개월 41만원씩 3년간 현금 지원과 법률, 의료서비스를 지원하는 프로그램을 운용하고 있다. 성매매 여성이라는 이유로 무조건 지원하는 점과, 시행 과정에서의 예산 낭비 논란 등이 문제시되다가 2011년 11월 28일~11월 29일에는 성재기에 의해 화이트 타이를 조롱하는 화이트 스타킹 퍼포먼스가 열리기도 했다.

## 개요
9월 23일 대한민국 여성부 성매매특별법에 따라 성매매 여성이 성매매를 그만두고 자활센터에서 교육을 받을 경우, 1개월 41만원씩 3년간 현금 지원과 법률, 의료서비스를 지원하는 프로그램이었다. 그러나 시작부터 논란이 계속되었다. 2005년 여성부에서 개설한 ‘화이트 타이’ 이벤트는 사이트 개설에만 무려 3억5000만원의 예산을 투입하고, 홈페이지 운영비로 2600만원을 책정해 국민의 세금으로 선물 공세를 펼치냐는 여론의 비난을 사기도 했다.실제 여성부의 ‘성매매여성 자활프로그램’ 은 해당 조건을 충족하지 못한 여성에게 지원금이 지급되었거나 집행상의 착오에 의한 과집행의 일부 사례가 감사원에 의해 지적 받은 적이 있다.
2011년 11월 28일 성재기 남성연대 상임대표는 "과거 여성가족부가 성매매 여성이라고만 밝히면 41만원의 현금을 3년간 매달 지급한다는 정책을 풍자하기 위한 일"이라며 "잘못된 정부 정책에 대해 시민들이 함께 생각해보자는 뜻에서 이뤄진 일"이라고 설명했다. 여성부에서 주최한 '화이트 타이' 이벤트는 사이트 개설에 3억5000만원의 예산을 투입하고 홈페이지 운영비로 2600만원을 책정하여 논란이 되어 왔다.

## 기타
이는 2006년 12월의 대한민국 여성부에서 시행하던 성매매 예방 다짐 이벤트와 함께 마스컬리스트 성재기에 의해 풍자, 조롱의 대상이 되었다. 2006년 12월 송년모임에서 성매매를 하지 않겠다고 약속하는 남성에게 회식비를 지원하겠다고 나섰다가 국제적 망신까지 당한 '성매매 예방 다짐 이벤트가 이어지자 성재기는 2011년 11월 28일과 11월 29일 화이트 타이를 풍자한 화이트 스타킹 퍼포먼스를 기획하였다.
2011년 11월 28일 남성연대는 "연말연시 성매매를 안하시면 현금 41만원을 드립니다."라는 제목의 이메일을 발송했다. 이메일에서는 "화이트 스타킹 캠페인"이라고 이름짓고 "지금까지 성매매 경험이 있던 분이 앞으로 성매매를 하지 않겠다고 약속하면 41만원을 계좌에 입금해드립니다"라는 내용을 적고 있다. 또 "여성부 지원으로 실시하는 이번 캠페인을 통해 성매매를 근절하는 계기가 되었으면 합니다"는 내용도 들어 있다. 11월 29일 성재기는 언론 인터뷰에서 특히 '현금 41만원을 계좌에 입금해준다'는 내용은 실제 여성가족부가 성매매 활동을 그만두기로 결심한 여성에게 현금 40여만원과 법률ㆍ의료직업훈련 비용 등을 지원하는 부분을 '풍자' 한 것이라 설명했다. 성 대표는 "사실 '화이트 스타킹 캠페인'이라는 명칭도 여성가족부가 진행했던 '화이트 타이 캠페인'의 이름을 빌려 지은 것"이라고 설명했다.